# Plasa Bolgrad, județul Ismail
Plasa Bolgrad din județul Ismail din România interbelică avea, în anul 1930, 16 localități:

## Localitățile plășii
1. General Al. Averescu
2. Băneasa
3. Cairaclia
4. Calceva
5. Caracurt
6. Caramanca
7. Cișmeaua-Văruită
8. Cosa-Mare
9. Dermendere
10. Erdec-Burnu
11. Marineanca
12. Satu-Nou
13. Șichirlichitai-Noui
14. Tașbunar
15. Vaisal
16. Vaisalul-Nou